# Vdelli
Vdelli (Eigenschreibweise VDELLI) ist eine australische Bluesrock-Band, die 1997 in Perth gegründet wurde.

## Geschichte
Anfang der 1990er-Jahre spielte Sänger und Gitarrist Michael Vdelli mit seinem Vater Basil in einem Duo namens Billy & The Kid. Sie waren so etwas wie die Hausband im Rottnest Island Lodge Resort auf der Insel Rottnest Island.
Ein Teil ihrer Show war es, bekannte Musiker vom Festland einzuladen, um mit ihnen während ihrer „Wednesday Blues Night“ aufzutreten. Basil kannte Schlagzeuger Ric Whittle schon längere Zeit, weswegen er einer der Ersten war, die eingeladen wurde. So trafen sich Michael und Ric zum ersten Mal. 1994 trafen sie sich erneut in der Band Powershift, in der Ric von Zeit zu Zeit einsprang, bevor er ein dauerhaftes Mitglied wurde. Als es jedoch mit der Zeit immer schwieriger wurde, mit einer Besetzung von fünf Musikern finanziell zu überleben, beschlossen Michael, Ric und Bassist Roy Daniel das Trio Vdelli zu gründen. Viele Musiker wechselten, doch Michael und Ric blieben stets als der Nukleus der Band zusammen.
Vdelli konnten sich schnell einen Namen in der Clubszene von Perth machen, und Auftritte im Vorprogramm, u. a. von ZZ Top, B. B. King und Buddy Guy folgten. 1999 spielte die Band mit deren Landsmann Dave Hole die CD Under The Spell ein, welche einen ARIA Music Award als bestes Blues-Album erhielt, und ging als dessen Rhythmusgruppe auf Tournee in Europa. Im darauffolgenden Jahr wagten Vdelli zum ersten Mal selbst den Sprung nach Europa und konnten sich seitdem dort vor allem in Deutschland eine loyale Fanbasis erspielen.
Nach mehreren Eigenproduktionen und zahlreichen Tourneen wurden Vdelli Anfang 2008 vom deutschen Independent-Label Jazzhaus Records unter Vertrag genommen und im April 2009 erschien Ain’t Bringing Me Down, produziert von Kevin Shirley (Led Zeppelin, Aerosmith, Iron Maiden u. a.). Der Nachfolger Take A Bite entstand im Anschluss an eine weitere Europa-Tour in einem deutschen Studio, produziert von Achim Lindermeir (Die Happy, Itchy Poopzkid) und der Band selbst. Im Anschluss an die Take-A-Bite-Tour – auf der der neue Bassist Leigh Miller sein Debüt gab – legte die Band eine einjährige Pause ein. Anfang 2012 kehrten Vdelli wieder auf die Bühne zurück und gingen im Mai und Juni wiederholt in Europa auf Tour, wo sie u. a. auf dem Sweden Rock Festival auftraten. Im Februar 2013 erschien mit Never Going Back ein weiteres Studioalbum, das in Eigenregie im heimischen Perth entstand.

## Diskografie

### Studioalben
- 1997: Vdelli
- 1999: Blues
- 2000: Skitzoid
- 2002: Out of the Blues
- 2002: Into the Blues
- 2003: Into the Zone
- 2004: Dog Hill Blues Sessions
- 2009: Ain’t Bringing Me Down
- 2010: Take a Bite
- 2013: Never Going Back
- 2015: Higher
- 2016: Out of the Sun

### Livealben
- 2001: Live at the Indian Ocean Hotel
- 2006: Live in Europe
- 2014: Live & On Fire

### Kompilationen
- 2004: Remastered Vol. 1
- 2008: Compendium